# Edificio Kavanagh
L'Edificio Kavanagh è un grattacielo in stile decò di Buenos Aires, situato al numero 1065 di calle Florida nel barrio di Retiro e affacciato su Plaza San Martín. 
Con la sua inaugurazione nel 1936, diventò il grattacielo più alto dell'America Latina e lo rimase fino all'anno 1947 (quando fu superato dall'Edificio Altino Arantes a San Paolo), diventando di conseguenza uno dei simboli più prestigiosi della Buenos Aires moderna.

## Storia
Progettato nel 1934 dagli architetti argentini Gregorio Sánchez, Ernesto Lagos e Luis María de la Torre e costruito dal costruttore e ingegnere Rodolfo Cervini, venne inaugurato nel 1936. Alto 120 metri, l'edificio è caratterizzato da linee austere, dalla mancanza di ornamenti esterni e da grandi volumi prismatici. È stato dichiarato storico monumento di ingegneria civile dall'American Society of Civil Engineers nel 1994 e Monumento storico nazionale dal governo argentino nel 1999. Nell'anno del suo completamento l'edificio ha ottenuto il Premio Municipale per le case e le facciate collettive (Premio Municipal de Casa Colectiva y de Fachada) e tre anni dopo la sua facciata ha ricevuto un premio simile dall'American Institute of Architects.
La sua costruzione durò solo 14 mesi e fu commissionata nel 1934 da Corina Kavanagh, una milionaria di origine irlandese che vendette due ranch all'età di 39 anni per erigere il suo grattacielo. L'edificio ha una forma torreggiante, con battute d'arresto simmetriche e riduzioni graduali della superficie. È stato creato dall'esterno, adattando strutture straordinariamente confortevoli allo spazio disponibile. La struttura è stata progettata con cura per essere il più snella possibile, al fine di evitare un peso superfluo e influenzato dalle norme urbanistiche. Il design combina modernismo e Art déco con un approccio razionalista ed è considerato l'apice del primo modernismo in Argentina.
All'epoca era il grattacielo più alto dell'America Latina. Poiché gli appartamenti del nuovo edificio erano destinati alle classi medio-alte, nella sua costruzione non si badò a spese per assicurare un risultato di alta qualità. Tutti i 105 appartamenti erano dotati degli ultimi progressi tecnologici, tra cui l'aria condizionata centralizzata, dodici ascensori Otis e impianti idraulici all'avanguardia. Quelle ai piani superiori hanno splendidi giardini con terrazza con vista sul fiume, i parchi e la città.
Corina Kavanagh visse per molti anni al 14º piano nell'appartamento più grande, l'unico che occupa un intero piano. C'è una leggenda che dice che la forma dell'edificio è stata progettata come una vendetta. Corina, che proveniva da una famiglia benestante ma non aristocratica, si innamorò del figlio della famiglia Anchorena, entrambi ricchi e aristocratici. Gli Anchorena, che vivevano in un palazzo sull'altro lato di Plaza San Martín (oggi noto come il Palazzo di San Martín) e avevano costruito una chiesa che potevano vedere dal loro palazzo, disapprovarono il fidanzamento. Per vendicarsi, Corina fece solo una richiesta agli architetti: chiese di far in modo che il nuovo edificio bloccasse la vista della loro chiesa da parte della famiglia Anchorena.
L'edificio è separato dall'Hotel Plaza dal passaggio Corina Kavanagh.